# 4336 Jasniewicz
4336 Jasniewicz è un asteroide della fascia principale. Scoperto nel 1984, presenta un'orbita caratterizzata da un semiasse maggiore pari a 2,3305257 UA e da un'eccentricità di 0,2270809, inclinata di 7,94825° rispetto all'eclittica.